# Steve Harris (cestista)
Steven Dwayne Harris, detto Steve (Kansas City, 15 ottobre 1963 – 22 febbraio 2016), è stato un cestista statunitense, professionista nella NBA.

## Carriera
È stato selezionato dagli Houston Rockets al primo giro del Draft NBA 1985 (19ª scelta assoluta).